# Atar, Mauretanien
Atar (arabiska: أطار) är en stad i nordvästra Mauretanien, huvudstad i regionen Adrar och den största bosättningen på Adrarplatån. Här finns en moské från 1674, en flygplats och ett museum. Atar hade 25 190 invånare (2013). Staden är även känd för sin kamelmarknad.

## Externa länkar

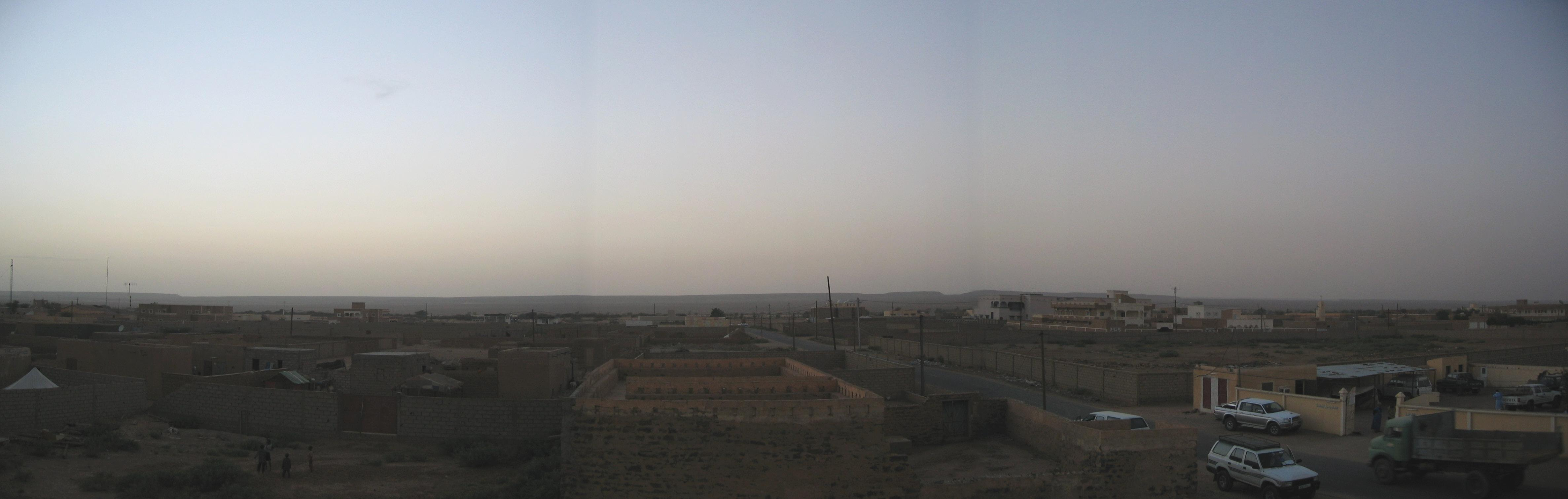
Panorama över Atar.